# Home (klawisz)

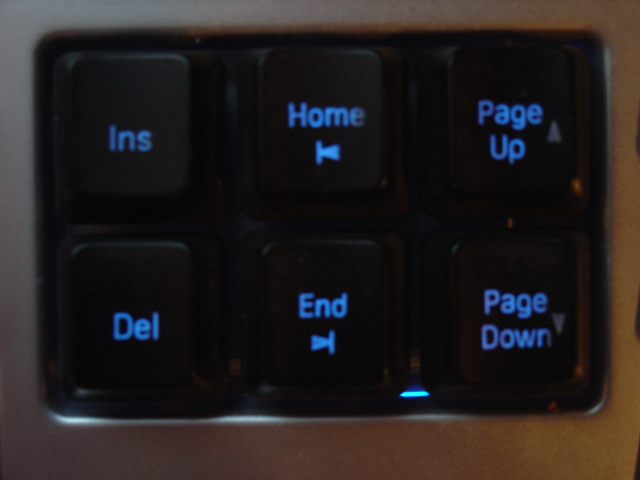
Klawisz pomiędzy (po lewej) i (po prawej)

Home – klawisz klawiatury, który przenosi na górę strony internetowej lub dokumentu. Przy edycji tekstu przesuwa on kursor na początek linii. Znajduje się on na klawiaturze numerycznej, oraz pod klawiszem Scroll Lock.
Dla systemu Microsoft Windows w połączeniu z klawiszem ⇧ Shift umożliwiają zaznaczanie od bieżącej pozycji do początku lub końca linii, a w połączeniu z klawiszem Ctrl umożliwiają przejście do początku lub końca otwartego dokumentu. Możliwa jest kombinacja obu operacji.